# Le Cheylard
Le Cheylard település Franciaországban, Ardèche megyében. Lakosainak száma 2812 fő (2022. január 1.). Le Cheylard Accons, Jaunac, Saint-Christol, Saint-Cierge-sous-le-Cheylard, Saint-Jean-Roure és Saint-Michel-d’Aurance községekkel határos.

## Népesség
A település népességének változása:
| Lakosok száma | 3979 | 4239 | 3833 | 3341 | 3038 | 3032 | 2952 | 2877 | 2849 | 2812 |
|               | 1968 | 1982 | 1990 | 2006 | 2013 | 2015 | 2017 | 2019 | 2020 | 2022 |